# 青春在船头快乐在掌舵

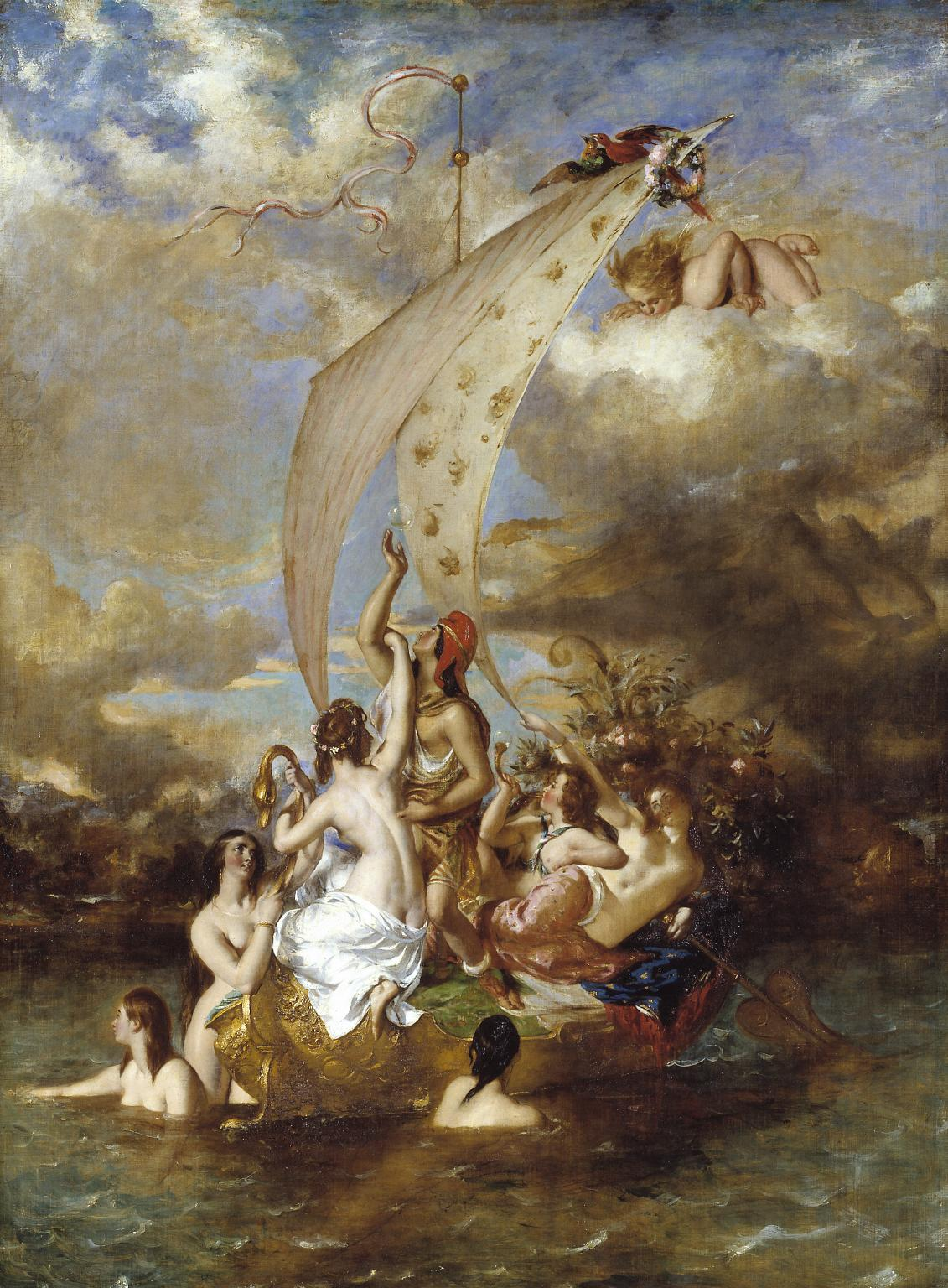
《船头的青年与掌舵的愉悦》，1832年， 158.7 by 117.5 cm

《船头的青年与掌舵的欢愉》 （英语：Youth on the Prow, and Pleasure at the Helm) 又名《早晨的美好笑声》和《青年与欢愉》）是英格兰画家威廉·埃蒂的一幅布面油画，于 1832 年首次展出。埃蒂从 1818-1819年起就开始筹备这幅画的创作，其早期版本于 1822 年展出。其创作灵感来自托马斯·格雷（Thomas Gray）的诗《吟游诗人》 （The Bard）中的一个隐喻，其中将理查二世臭名昭著的暴政的光明开端比作一艘镀金的船，而船上的乘客并未意识到风暴即将来临。埃蒂选择按字面意思为格雷的诗行绘制插图，因此他画了一艘金色的船，船上及船周围都是裸体和半裸的人物。
埃蒂认为他对作品的处理方式体现了对追求快乐的道德警告，但这种方式并不完全奏效。 《吟游诗人》讲述了一位威尔士吟游诗人在英格兰爱德华一世试图根除威尔士文化后对金雀花王朝下的诅咒，批评家认为埃蒂在某种程度上误解了格雷这首诗的要点。一些评论家对这幅作品大加赞赏，特别是埃蒂的技术能力，但当时的观众发现很难理解埃蒂绘画的目的，而且他作品中的裸体人物导致一些评论家认为这幅作品低俗且冒犯。
罗伯特·弗农于1832年将这幅画买下，收入其一系列英国藏品中。 1847 年，弗农将他的藏品（包括《船头的青年和掌舵的欢愉》 )悉数捐赠给国家美术馆，国家美术馆又于 1949 年将其转移到泰特美术馆。它一直是埃蒂最著名的作品之一，并在 2001-2002 年和2011-2012年分别于泰特英国美术馆和约克美术馆举办的大型展览中展出。

## 背景

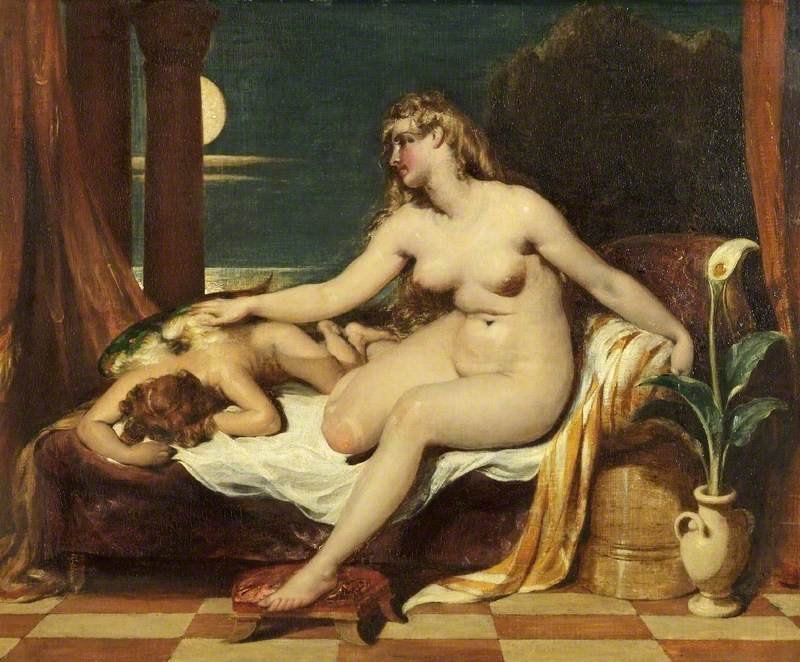
《爱之黎明》 （1828）旨在阐释约翰·弥尔顿的 Comus（假面剧剧本）。 到 19世纪20年代末，埃蒂因借裸体绘画表现文学和神话主题而臭名昭著。

威廉·埃蒂，是约克的一名面包师和磨坊主的第七子，曾在赫尔当一名印刷学徒工。  18 岁时，他完成了七年的学徒期，“带着几支蜡笔”搬到了伦敦，并打算承袭古画大师的传统成为一名历史画家。 他就读于英国皇家艺术学院，师从著名肖像画家托马斯·劳伦斯。 在接下来的十年间，他向皇家艺术学院提交了无数的画作，但这些作品要么被拒收，要么在展出时几乎无人问津。
1821 年，埃蒂的《克利奥帕特拉抵达西里西亚》（也称为《克利奥帕特拉的凯旋》）取得了巨大成功。这幅画的一大特点是裸体人物，在接下来的几年里，埃蒂在《圣经》、文学和神话的背景下添加了更多“裸体”元素。在埃蒂于9世纪20年代展出的 15 幅画作中，除了一幅之外，所有画作都至少包含一位裸体人物。
虽然私人收藏里可见一些裸体元素，但英格兰没有裸体绘画的传统，而且自 1787 年《打击罪恶行为宣言》（英语：Proclamation for the Discouragement of Vice) 之后，裸体画的展出和传播就一直受到压制。埃蒂是第一位专注于裸体画的英格兰艺术家，下层阶级对这些作品的反应在整个19世纪始终引发关注。尽管他的男性裸体肖像画普遍受到好评，但许多评论家谴责他反复描绘女性裸体是不雅的。

## 创作
原文：

Fair laughs the morn, and soft the zephyr blows,

While proudly riding o'er the azure realm,

In gallant trim, the gilded vessel goes,

Youth on the prow and Pleasure at the helm,

Unmindful of the sweeping whirlwind's sway,

That, hushed in grim repose, expects his evening prey.

译文：

早晨四处洋溢着欢快的笑声，柔和的西风轻轻吹拂，

昂然地穿越蔚蓝的海域，

携着华丽的装饰，镀金的船只一路前行，

船头的青年和掌舵的欢愉，

不顾呼啸而来的旋风，

而沉寂的死神，正期待他晚上的猎物。

《船头的青年与掌舵的欢愉》的灵感来自托马斯·格雷的诗歌《游吟诗人》。 《游吟诗人》的主题是英国国王爱德华一世征服威尔士，在他下令处决所有游吟诗人并消灭威尔士文化后，一位威尔士游吟诗人给爱德华的后代下诅咒。埃蒂借用格雷的这节诗象征爱德华的玄孙理查二世灾难统治前夕看似光明的开端

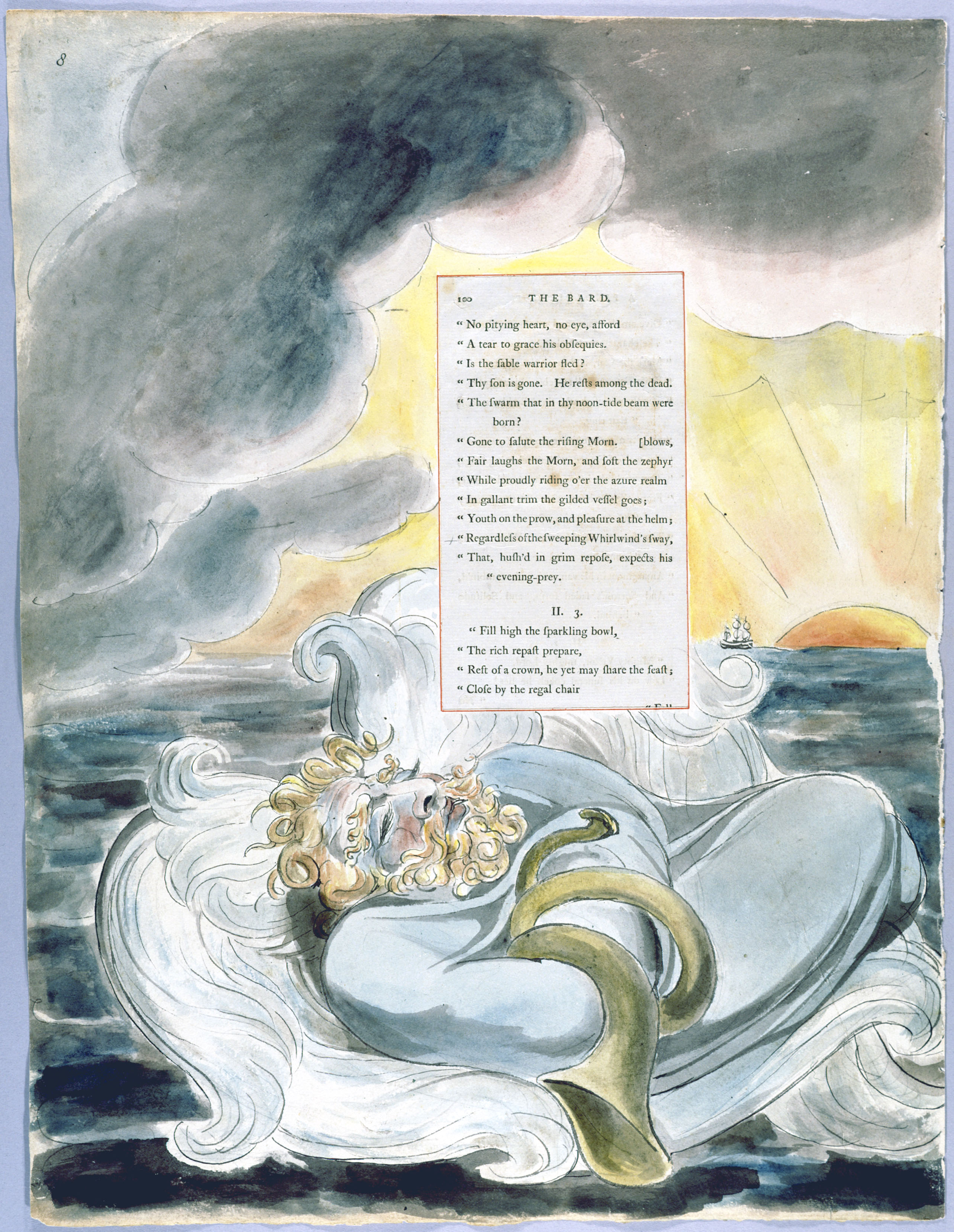
威廉·布莱克对于（约1798年 ）《游吟诗人》的同一节诗行的处理。格雷的诗是十分受艺术家们青睐的创作主题。

埃蒂选择从字面意思上为格雷的诗行作画，创造了所谓的“诗意浪漫”。 《青年与欢愉》描绘了一艘镀金的小船。船的上方，代表西风之神仄费罗斯的人正在吹动船帆。另一个象征“欢愉”的人赤身裸体躺在一大束鲜花上，轻轻地握着船舵，让微风引着船航行。一个裸体的孩子在吹泡泡，船头代表“青年”的裸体人物伸手去接泡泡。那伊阿得斯诸女神也是赤身裸体，她们游来游去，或是爬上小船。虽然海平面看似风平浪静，但地平线上却正在形成一股“呼啸而来的旋风”，暴风云中隐藏着恶魔的身影。  （长期以来的磨损和后期修复导致现在这个恶魔几乎不可见 ）画面中人物交织在一起的肢体意在唤起稍纵即逝的快感，并传达强烈的女性性欲引诱青年落入陷阱，以及女性对男性的性权力等主题。
埃蒂谈到他对文本的处理方式时说，他希望创造“一个关于人类生活的普遍寓言，如果不是建立在“上帝是万古磐石”的法则之上, 人类生活就是空虚徒劳的享乐”虽然埃蒂认为这部作品传达了对于追求享乐的明确道德警示，但观众大体忽视了这一教导。
当埃蒂于 1832年在皇家艺术学院夏季展览上展出这幅完整的画作时，它没有标题， 旁边仅仅附有《游吟诗人》中的六行诗句；那时的作家有时会以这首诗的首句“早晨四处洋溢着欢快的笑声”（英语：Fair Laughs the Morning）来指代这幅画。到 1849 年埃蒂去世时，它获得了现在的标题“船头的青年与掌舵的欢愉” 。

## 版本

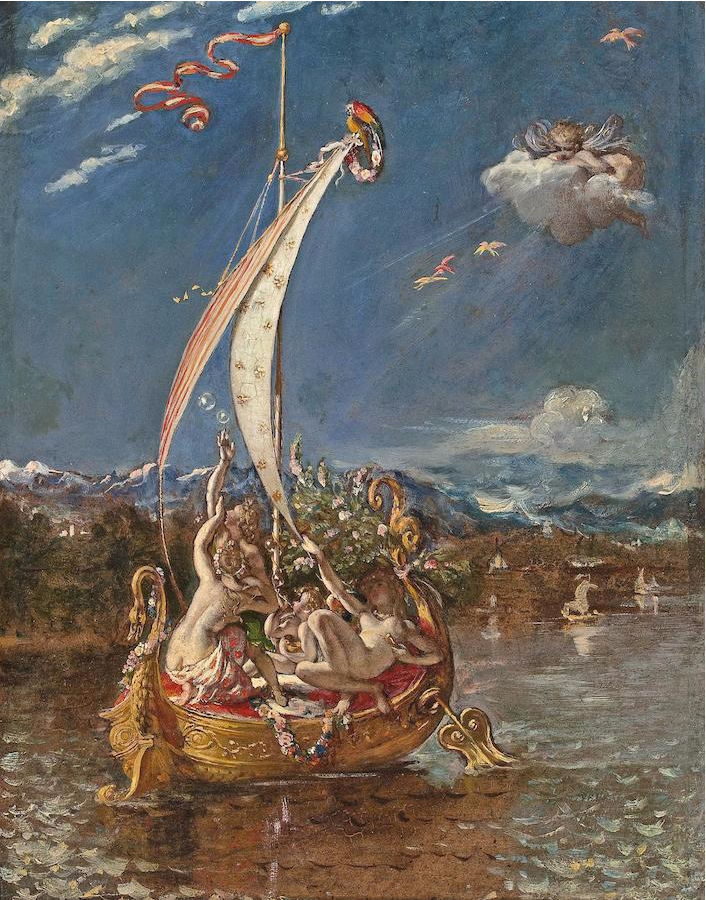
这幅画的 1822 年版本因所谓的不雅而引起了《泰晤士报》的强烈反应。

《船头的青年与掌舵的欢愉》的终版是在 1830 年至 1832 年间完成的，但埃蒂自 1818-1819 年开始就已经在考虑创作这种主题的画作了。 1822 年，他在英国艺术机构展出了早期版本，题为《格雷颂歌之一的草图》（《船头的青年》）；在这个版本中，船头的人物组被翻转了，船周围没有游泳的人物。这幅画的另一版草图也幸存了下来，与 1832 年的版本相似，但船头的人物又翻转了。这个版本在 1849 年艺术协会举办的埃蒂作品回顾展上展出；它标注的时间是 1848 年，但这很可能是 1828 年的印刷错误，因此它是1832 年版本的前序铺垫。
虽然首次展出时并没有引起多少关注，但 1822 年的版本却引起了《泰晤士报》的强烈反响：
我们借此机会建议因《克利奥帕特拉的厨房》而声名鹊起的埃蒂先生，不要被一种只会满足最恶劣品味的风格引诱。如果用拉斐尔的纯洁来描绘裸体人物，是可以忍受的，然而毫不纯洁的裸体是令人反感和不雅的，埃蒂先生的画布上不过是肮脏的肉体。霍华德先生 的诗歌主题有时需要裸体人物，但他从不让人厌恶。让埃蒂先生努力寻求一种纯洁的品味吧：他应该知道，高雅的品味和纯洁的道德感是同义词。————《泰晤士报》，1822年1月29日
一幅被认为是埃蒂所作的油画素描，由利斯托韦尔伯爵夫人朱迪思·黑尔于 1952 年赠予约克美术馆，题为《三名女性裸体》 ，可能是埃蒂为《青年与欢愉》所做的初步探索，或者是学生对这三位主要人物所作的摹本。艺术史学家莎拉·伯内奇认为这两种说法都不太可能，因为人物的排列、主题或接近三个人物的海蛇似乎都与完成的《青年与欢愉》无关，并认为它更有可能是一个未知作品的初步草图 。

## 作品反响

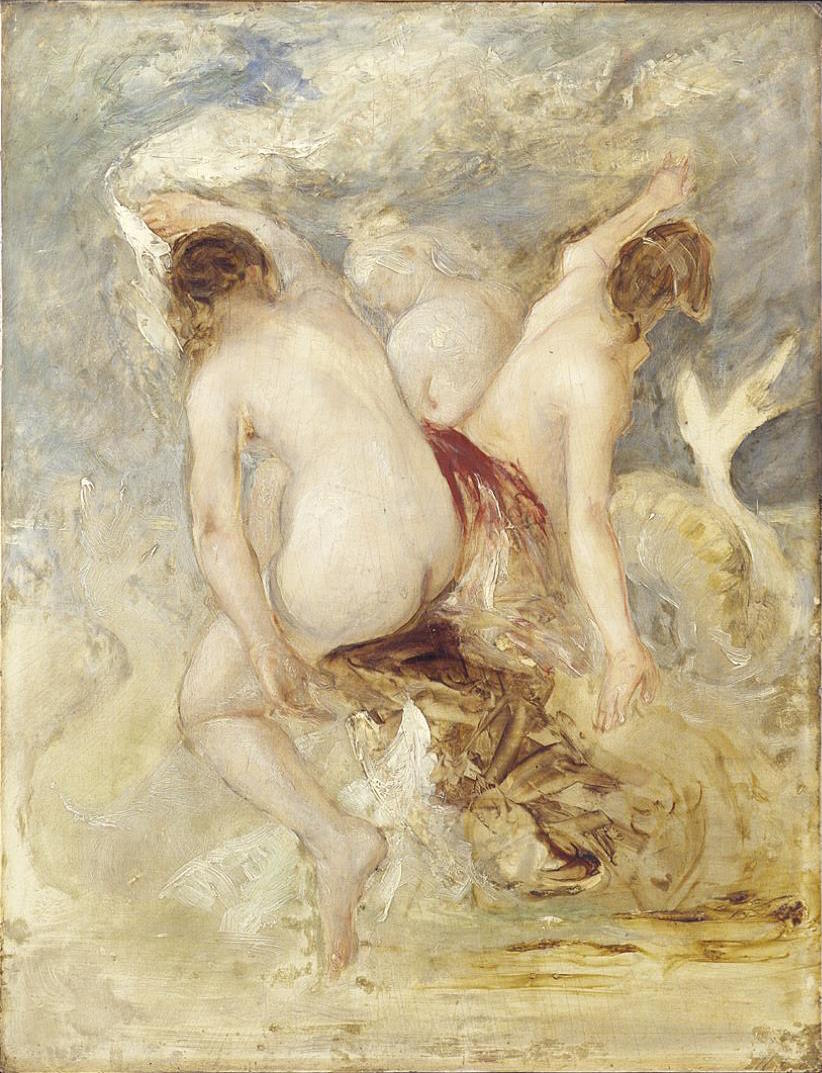
绘画《三名女性裸体》，被视作埃蒂（约1820年）的作品 ，可能是对《青年与欢愉》的模仿或衍生自《青年与欢愉》，但也可能是对其他无关作品的模仿。

展览时，人们对《船头的青年与掌舵的欢愉》褒贬不一，虽然评论家普遍赞扬了埃蒂的技术能力，但他们对于这幅画实际上想要表达的内容感到困惑，并且普遍认为他严重误解了《吟游诗人》的真正含义。《美术图书馆》认为“在古典设计、人体结构的绘制、优雅的情态、精细的形式和雅致的人物分组方面，埃蒂先生无疑是无可匹敌的”，但是，尽管埃蒂在画布上完美而准确地表达了“所引用的[来自《吟游诗人》]诗句的思想内涵"， 他们认为“诗人[对威尔士文化的破坏和金雀花王朝的衰落]的隐喻完全被忽视了，而且，如果这是艺术把格雷的本意生动地呈现给观众所能达到的极致，那么恐怕也不必比较诗歌和绘画孰优孰劣。”  《泰晤士报》也提出了类似的担忧，认为它“充满美感，色彩丰富，绘制大胆而准确，构图极其优美，但关于它的意义--如果它有任何意义的话，没有人能说清楚”，并指出虽然它是为了阐释格雷的诗，但它“几乎可以代表任何其他诗人的幻想”。 与此同时，《审查人》杂志（英语：The Examiner) 对狭窄且超载的船提出了质疑，指出角色“如果不是像篮子里的无花果一样完全挤在一起，就会因为空间不足而受到限制”，并抱怨说，这艘船实际上无法“承受压在它身上的一半重量”。
其他评论者则比较友善。 《绅士杂志》称赞埃蒂具备捕捉“古董比例之美”的能力，指出中心人物“比几乎任何现代图片中看到的古典性都要多得多”，并考虑到了整体构图“诗歌的理想与自然的现实的最幸运的结合”。 雅典娜博物馆认为这是“由诗意段落而生的诗意画面”，称赞埃蒂“完成了一个很难用铅笔讲述的故事”。
对《青年与欢愉》最大的批评来自《纪事晨报》 ，该报长期以来一直不喜欢埃蒂画的女性裸体。它抱怨“没有一个体面的家庭可以把这样的景象挂在墙上”，并谴责这幅画是“不过是对淫荡思想的放纵，并非是我们希冀的那种对于古典思想的沉湎”，评论道，“ [埃蒂]不应该带着这种不圣洁的幻想负隅顽抗，去追寻自然，企图进入那神圣的幽谧之地。他是勤劳的画师，也是出色的调色师；但他没有足够的品味或纯洁的心灵去探寻赤裸的本真。”评论家补充道：“我们担心埃蒂先生永远不会回头是岸，选择与正派同行。”

## 作品遗迹

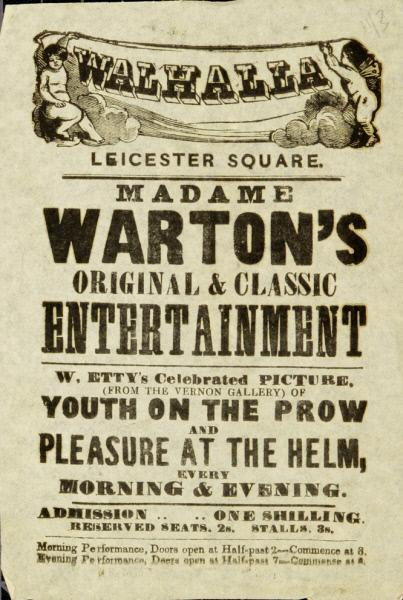
无端的裸体使《青年与欢愉》成为tableau vivant表演中的热门作品，也是当时唯一允许裸体元素存在的现场直播表演。

《船头的青年与掌舵的欢愉》在展出时被罗伯特·弗农购买，作为他重要的英国艺术收藏品。 （弗农为《青年与欢愉》支付的价格没有记载，尽管埃蒂的账本记录了 250 英镑的部分付款——按2023计算约为25,000英镑 ——因此这可能是一笔巨款。 ) 弗农后来购买了约翰·康斯特勃的《山谷农场》，并计划将其挂在当时《青年与快乐》所在之处。这一决定引起了康斯特勃的评论：“我的画要放在埃蒂的这艘“补给船”现在占有的位置——他这幅珍贵的画要放在离我的主要藏品更近一点的地方。”弗农于1847年向全国展览了他的藏品，他的157幅画作包括《青年与欢愉》 ，都进入了国家美术馆馆藏。
当塞缪尔·卡特·霍尔（Samuel Carter Hall）选择来为他新推出的《艺术杂志》挑选插图时，他认为推广新的英国艺术家很重要，即使这意味着会囊括一些读者觉得色情或冒犯的插图。 1849年，霍尔获得了弗农赠予国家的画作复制权，并很快出版并广泛发行了这幅画的版画，题为《青年与欢愉》，将其描述为“最好的”。
媒体一再批评埃蒂画风不雅、品味低下和缺乏创造力，在《船头的青年与掌舵的欢愉》引起社会反应后，埃蒂改变了自己的态度。他仅在皇家艺术学院就展出了 80 多幅作品，维系了自己作为裸体画画家的斐然名气，但从那时起，他开始努力在作品中反映道德教化。埃蒂于 1849 年 11 月去世，虽然他的作品曾一度受到欢迎，但人们对他的兴趣随着时间的流逝而下降，到 19 世纪末，他的所有画作都跌破了原来的价格。
1949 年，这幅画从国家美术馆转移到泰特美术馆，它仍然存在。尽管《青年与欢愉》是埃蒂最著名的画作之一，它仍然饱受争议，丹尼斯·法尔在1958 年的《埃蒂传记》中形容这幅画“极其拙劣”。然而，这是埃蒂被选入 2001-2002 年英国泰特美术馆举办的重要展览“暴露：维多利亚时代的裸体”中的五件作品之一 ，也是 2011-2012 年在约克美术馆举行的埃蒂作品大型回顾展的一部分。

## 脚注
1. ↑  埃蒂的男性裸体肖像画主要是关于神话英雄和传统搏斗，在这些流派中，男性裸体的描绘在英国被认为是可以接受的。[12]
2. ↑  2007年埃蒂传记的作者伦纳德·罗宾逊指出，这一节的大部分内容被省略了，这幅画的说明文字是 “早晨四处洋溢着欢快的笑声，柔和的西风轻轻吹拂，船头的青年与掌舵的欢愉，而沉寂的死神，正期待着他晚上的猎物” 。1832年夏季展览的原始目录清楚地表明，在最初的展览中，这六行诗一并附在这幅画旁边。[13]
3. ↑  萨里伯爵亨利·霍华德, 埃蒂在历史绘画领域的竞争对手之一.[27]
4. ↑  对于弗农将《青年与欢愉》挪到不那么重要的位置，为《山谷农场》让路，康斯特勃究竟是表达了惊讶还是高兴，艺术史学家对此有不同的解释。[10][35]

### 笔记
1. ↑  Burnage 2011b，第116頁.
2. ↑  .  線上版. 牛津大學出版社. doi:10.1093/ref:odnb/8925. 需要订阅或英国公共图书馆会员资格
3. ↑  Farr 1958，第5頁.
4. 1 2  Burnage 2011a，第157頁.
5. ↑  Smith, Alison. . Manchester: Manchester University Press. 1996: 86. ISBN 0-7190-4403-0.
6. 1 2  Burnage 2011d，第31頁.
7. 1 2  . Manchester Art Gallery.   [10 February 2015]. （原始内容存档于2015-02-11）.
8. 1 2  Burnage 2011d，第32頁.
9. ↑  Smith 2001b，第53頁.
10. 1 2 3 4 5 6 7 8  Smith 2001a，第57頁.
11. ↑  Smith 2001b，第55頁.
12. ↑  Burnage 2011d，第32–33頁.
13. 1 2  . London: Royal Academy of Arts. 1832: 15.
14. 1 2 3 4 5 6 7 8 9  Burnage 2011b，第128頁.
15. ↑  Gray & Bradshaw 1891，第87頁.
16. 1 2  . The Gentleman's Magazine (London: J. B. Nichols and Son). June 1832, 33 (6): 539.
17. ↑  Smith 2001a，第67頁.
18. ↑  Robinson 2007，第180頁.
19. ↑  Burnage & Bertram 2011，第24頁.
20. 1 2  . The Times (14860) (London). 24 May 1832. col F, p. 3.
21. ↑  . The Gentleman's Magazine (London: John Bower Nichols and Son). January 1850, 33 (1): 98.
22. 1 2  . Tate. May 2007  [3 June 2015]. （原始内容存档于2023-12-10）.
23. 1 2 3 4  Farr 1958，第158頁.
24. ↑  Burnage & Bertram 2011，第22頁.
25. ↑  Robinson 2007，第178頁.
26. 1 2 3 4  Farr 1958，第159頁.
27. ↑  Farr 1958，第31頁.
28. ↑  . The Times (11466) (London). 29 January 1822. col A, p. 3.
29. ↑  Burnage 2011c，第215頁.
30. ↑  . Library of the Fine Arts (London: M. Arnold). July 1832, 4 (18): 57.
31. ↑  . The Athenæum (London: J. Holmes). 26 May 1832, (239): 340.
32. 1 2  Burnage 2011d，第33頁.
33. ↑  Burnage 2011b，第129頁.
34. ↑  见英国零售价指数，数据来自Clark, Gregory. . MeasuringWorth. 2017  [2022-06-11].
35. 1 2  Robinson 2007，第181頁.
36. ↑  Robinson 2007，第388頁.
37. ↑  Smith 1996，第69頁.
38. ↑  Burnage 2011d，第36頁.
39. ↑  Burnage 2011d，第42頁.
40. ↑  Robinson 2007，第440頁.
41. 1 2  Farr 1958，第63頁.